# Arctia bijuncta
Arctia bijuncta är en fjärilsart som beskrevs av Smith 1953. Arctia bijuncta ingår i släktet Arctia och familjen björnspinnare. Inga underarter finns listade i Catalogue of Life.